# Eidgenössische Sammlung
Eidgenössische Sammlung (en alemany, literalment «Col·lecció Confederada») va ser un partit polític suís, fundat en 1940 per Robert Tobler com a successor del Front Nacional acabat de dissoldre.
El partit va exigir un ajust en la política suïssa per afavorir els poders de l'Eix. Això va ser particularment important, ja que després de juny de 1940, el país estava envoltat d'estats feixistes i nacionalsocialistes. Va ser obertament lleial al Tercer Reich.
L'Eidgenössiche Sammlung va ser supervisat de prop per l'estat a causa dels seus orígens, per la qual cosa no es va poder desenvolupar lliurement. El 1943, la policia finalment va prendre mesures dures contra el grup i va ser il·legalitzat juntament amb totes les seves suborganitzacions com a part d'una iniciativa governamental més àmplia contra el Front Nacional i les seves ramificacions.